# Spike (Panzerabwehrlenkwaffe)
Spike ist eine Familie von Panzerabwehrlenkwaffen des israelischen Waffenherstellers Rafael Armament Development Authority.

## Geschichte
Die Entwicklung der als Spike-NLOS bekannten Variante begann gegen Ende der 1970er Jahre. Sie war für die israelischen Verteidigungsstreitkräfte (IDF) ab 1981 verfügbar und als Geheimsache eingestuft, was erst 2011 gelockert wurde. Wesentlich später, nach knapp 33 Jahren, wurde die Existenz eines Raketenträgers auf der Wanne des Magach 5 bekannt, der seit 2015 bereits die vierte Generation der Waffe verschießen kann.
Vier weitere Varianten (Short Range – SR, Medium Range – MR, Long Range – LR und Extended Range – ER) wurden ab 1987 entwickelt und 1997 in Dienst gestellt. Die Spike kann von einer Bodenstation, einem Fahrzeug oder einem Hubschrauber abgefeuert werden. Es ist möglich, die Waffe im Fire-and-Forget-, im Fire-Observe-and-Update- oder im Fire-and-Steer-Modus abzufeuern. Sie besitzt einen PBF-(Penetration, Blast and Fragmentation)-Gefechtskopf mit Tandemhohlladung. Durch die Datenübertragung per Glasfaserkabel ist es sowohl möglich, während des Fluges die Rakete auf ein anderes Ziel zu lenken, als auch die Rakete ohne Sichtkontakt zum Ziel zu starten und ihr erst während des Fluges ein Ziel zuzuweisen. Auch eine Korrektur des Fluges der Rakete bei Abweichungen ist durch den Bediener möglich. Als Lenksystem kommt dafür ein Infrarot-Sensorsystem zum Einsatz, das je nach Version mit CCD, Infrarotsucher oder beidem ausgestattet ist.

## Modellvarianten

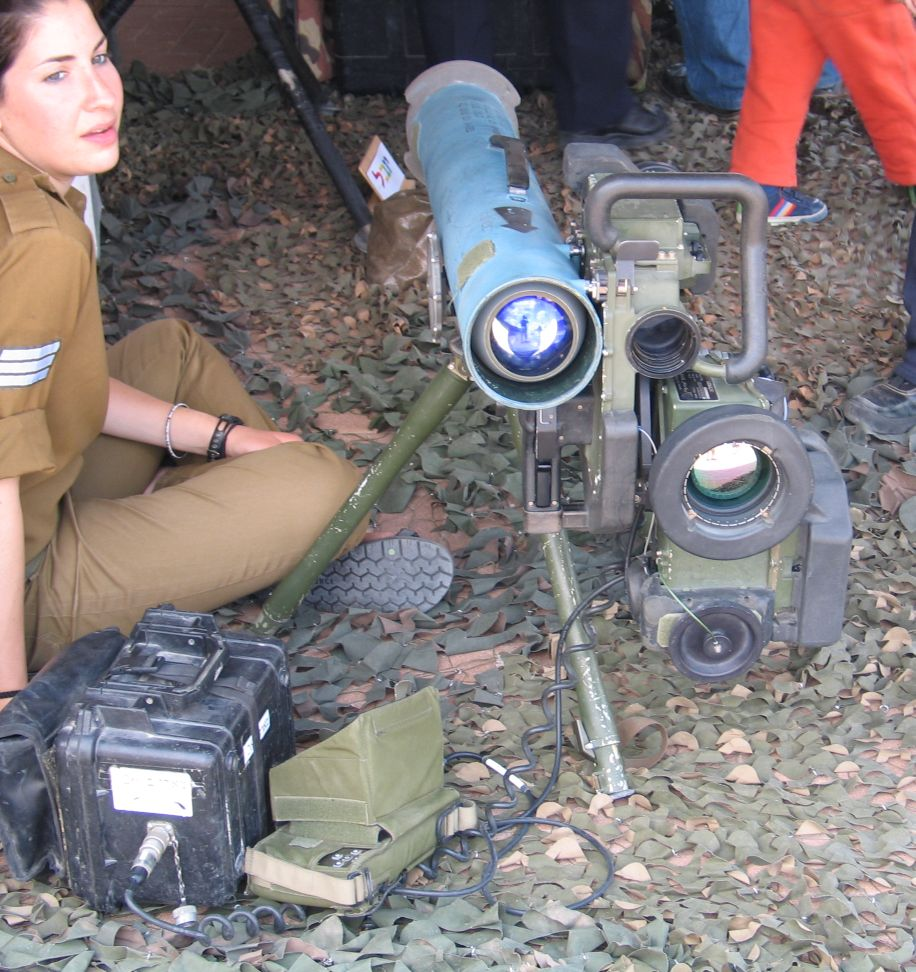
„Gil“-Panzerabwehrraketenstarter (Flugkörper Spike-MR)

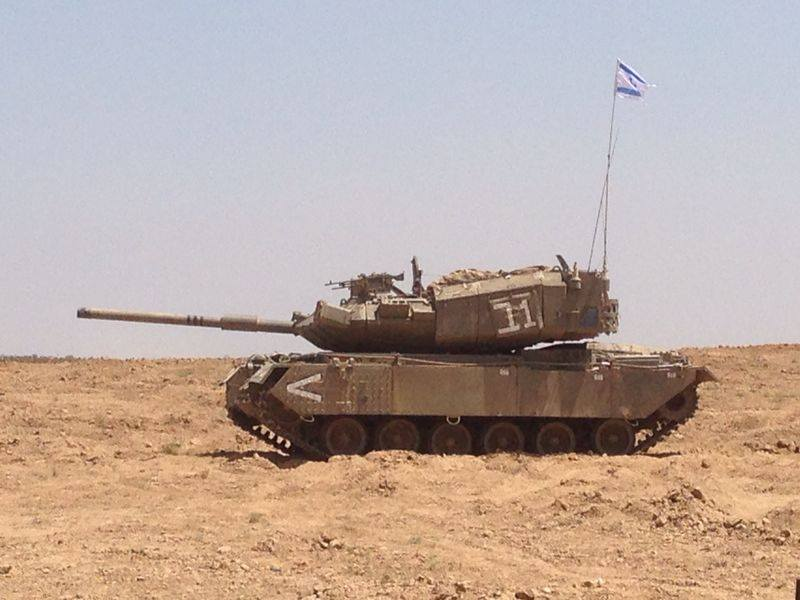
Waffenträger Pereh der IDF mit 12 Spike-NLOS-Raketen (Tamuz 2 oder 4). Als Basis dient die Panzerwanne des Magach. Die Bordkanone ist zur Tarnung eine Rohrattrappe.

- Spike-SR: Fire-and-Forget-Variante mit einer relativ kurzen Reichweite von bis zu 1.500–1.800 Metern. Sie kommt ohne separates Abschussgerät und somit ohne externen Sensor aus. Es wird kein top attack Modus für Spike-SR beworben.
- Spike-Mini: Hat eine Reichweite von rund 1.200 Metern. Die komplette Starteinheit wiegt 12 Kilogramm. Das Startrohr mit der Lenkwaffe wiegt 4 Kilogramm. Das Spike-Mini-Projekt wurde eingestellt.
- Spike-MR: (auch bekannt als Gil): Variante mit mittlerer Reichweite. Diese liegt zwischen 200 und 2.500 Metern. Das Gewicht der Rakete beträgt 13,5 Kilogramm. Der Startblock, der Akkumulator und das Stativ (jeweils mit einem Gewicht von neun, einem und drei Kilogramm) werden auch bei anderen landbasierten Varianten der Spike-Familie eingesetzt.
- Spike-LR: Variante mit einer Reichweite von 4.000 Metern. Die Bezeichnung der IDF lautet Gomed.
- Spike-LR 2: Modernisierte Spike-LR, vorgestellt 2017. Mit neuer Elektronik und verschiedenen Gefechtskopf-Optionen, wie ein Mehrzweckgefechtskopf mit verschiedenen Zünderprogrammen. Die Reichweite aus bodengestützten Startern beträgt 5.000 Meter, aus Hubschraubern 10.000 Meter. Der Flugkörper ist rückwärtskompatibel zu allen bereits eingeführten Startern.[3]
- Spike-ER: Variante mit sehr großer Reichweite. Sie war früher auch als NT-Dandy oder NT-D bekannt. Sie hat eine Reichweite von bis zu 8.000 Metern. Sie besitzt einen größeren Durchmesser und ist schwerer als die anderen Varianten. Sie wird in der Regel von Fahrzeugen und Hubschraubern aus eingesetzt. Das Gewicht der Rakete beträgt 34 Kilogramm, das des Startblockes 30 oder 55 Kilogramm für Fahrzeug- und Luftvarianten. Von der IDF wird die Version als Perakh Bar bezeichnet.
- Spike-ER 2: Modernisierte Spike-ER, vorgestellt 2018. Mit neuer Elektronik und verbessertem Suchkopf. Die Reichweite aus bodengestützten Startern beträgt 10.000 Meter, aus Hubschraubern 16.000 Meter. Der Flugkörper ist rückwärtskompatibel zu allen bereits eingeführten Startern.[4]
- Spike-NLOS (Tamuz): Tamuz 2 verfügt über eine Reichweite von 15.000 Metern. Tamuz 4 besitzt eine vergrößerte Reichweite von 30.000 Metern.[2] Zur Zielsuche dient ein Infrarot-Bild-Suchkopf. Das Gewicht beträgt 70 kg.[5] Die Videodaten des Suchkopfes werden über Richtfunk[6][7] an eine Bildschirmkonsole in einem Fahrzeug übertragen. Tamuz 5, die letzte Entwicklung besitzt eine verbesserte Tag-/Nachtsicht und kann über Laser gesteuert werden. Ein HMMWV kann mit bis zu vier Startbehältern ausgerüstet werden. Gemäß der IDF sind ebenfalls Varianten gegen Flugziele verfügbar.

### Nachbauten
Der Iran entwickelte mit der Sadid 1 eine Panzerabwehr-Lenkwaffe, die technologisch auf der Spike beruhen soll. Mit ihr wird unter anderem die Shahed-129-Drohne der Iranischen Revolutionsgarden bewaffnet. Auch floss Technik der iranischen Panzerabwehrwaffe Toophan ein.

## Nutzerländer
- Australien – Spike-LR 2 für GTK Boxer[9]
- Aserbaidschan – 100 Spike-LR[9]
- Belgien – 240 Spike-MR/LR[9]
- Chile – 2800 Spike-LR/ER
- Dänemark – Spike-LR 2 für Aufklärungs- und Infanterieeinheiten der beiden Kampfbrigaden des Dänischen Heeres[10]
- Deutschland – 2166 Spike-LR, produziert in Deutschland unter Lizenz durch das Gemeinschaftsunternehmen EuroSpike GmbH (Details siehe nächster Abschnitt)
- Estland[9]
- Ecuador
- Finnland – 700 Spike-MR/LR[9]
- Indien [11][12][13][14]
- Israel
- Italien – 990 Spike-MR/LR[9]
- Kolumbien – 300 Spike-MR/LR und 15 Spike-ER[15] Die Flotte von Sikorsky UH-60 Arpia IV-Hubschraubern ist bewaffnet mit drei Varianten der Spike (ER, LR and NLOS)[16]
- Kroatien [17]
- Lettland [18][19]
- Litauen – 1000 Spike-MR/LR[9]
- Niederlande – 2400 Spike-MR/LR[9]
- Polen – Wird von Mesko S.A. unter Lizenz hergestellt und von den polnischen Streitkräften verwendet.[20][21]
- Peru – 691 Spike-MR/LR/ER[9]
- Philippinen – 120 Spike-ER/NLOS[9]
- Rumänien – 3000 Spike-MR/LR/ER[9]
- Schweiz – Die Spike-LR 2 wurde 2023 als Boden-Boden-Lenkwaffen-System der Schweizer Armee ausgewählt, und soll die TOW-Lenkwaffe ersetzen.[22]
- Singapur – 500 Spike-SR[9]
- Slowenien [23]
- Slowakei [24]
- Spanien – Spike-LR für Infanterie und Fahrzeuge sowie ER für den Tiger HAD. Werden von Santa Bárbara Sistemas unter Lizenz hergestellt.[25][26]
- Südkorea – 127 Spike-NLOS[9]
- Tschechien – 500 Spike-MR/LR für Pandur[9]
- Türkei
- Vereinigte Staaten – Spike-NLOS für Testzwecke beschafft[9]
- Vereinigtes Königreich – 600 Spike-NLOS[9][18][27]

### Einsatz in der Bundeswehr
Im Juni 2009 bestellte die Bundeswehr 311 Werfer des Typs MELLS (Mehrrollenfähiges Leichtes Lenkflugkörper-System) für Raketen des Typs Spike-LR im Wert von 35 Millionen Euro. Die Werfer werden auf dem Schützenpanzer Puma, als Ersatz für MILAN auf dem Schützenpanzer Marder bzw. für BGM-71 TOW auf dem Waffenträger Wiesel und im abgesessenen Kampf von der Infanterie eingesetzt werden. Hersteller ist die 1997 gegründete Eurospike GmbH, ein Joint Venture von Diehl BGT Defence, Rheinmetall (jeweils 40 Prozent) und Rafael (20 Prozent). Der Vertrag umfasst zudem eine Option für den Erwerb von 1160 Raketen im Wert von 68 Millionen Euro.
Im Jahr 2019 folgte der Abschluss eines Rahmenvertrags über weitere 214 Werfer und bis zu 11.500 Lenkflugkörper. Im Februar 2021 wurden weitere 82 Werfer aus diesem Vertrag abgerufen sowie 666 Raketen. Damit waren zu diesem Zeitpunkt insgesamt 2166 Raketen aus dem Rahmenvertrag bestellt. Die Gesamtzahl der Werfer in der Bundeswehr erhöht sich durch die Bestellung auf insgesamt 525 Systeme. Die Auslieferung dieser Bestellung ist für die Jahre 2024 und 2025 geplant. Im September 2024 wurde bekannt, dass aus dem Rahmenvertrag von 2019 Raketen vom Typ Spike-LR2 mit einem Gesamtwert von rund 700 Millionen Euro beauftragt wurden. Bisher wurde die Version LR1 von der Bundeswehr beschafft, nun erfolgt die Beschaffung der auf den modernsten Stand gebrachten Version LR2.